# S.T.A.L.K.E.R.
S.T.A.L.K.E.R. è una serie di videogiochi sparatutto in prima persona sviluppati da GSC Game World a partire dal 2007.

## Videogiochi
| Anno | Titolo                               | Piattaforme                                       |
| ---- | ------------------------------------ | ------------------------------------------------- |
| 2007 | S.T.A.L.K.E.R.: Shadow of Chernobyl  | Windows, Xbox One, PlayStation 4, Nintendo Switch |
| 2008 | S.T.A.L.K.E.R.: Clear Sky            | Windows, Xbox One, PlayStation 4, Nintendo Switch |
| 2009 | S.T.A.L.K.E.R.: Call of Pripyat      | Windows, Xbox One, PlayStation 4, Nintendo Switch |
| 2024 | S.T.A.L.K.E.R. 2: Heart of Chornobyl | Windows, Xbox Series X/S                          |

## Trama
Il gioco è ambientato in una "Zona" di 30 km compresa nelle vicinanze di Černobyl' dopo il disastro correlato, in Ucraina. In un futuro postapocalittico un nuovo strano fenomeno colpisce l'area rendendo la zona più contaminata di prima.
L'esercito circonda la zona di alienazione impedendo ogni accesso. Tuttavia in molti si stabiliscono comunque nonostante i pericoli: chi in cerca di fortuna, chi per fuggire dal mondo, chi per approfittare della situazione e depredare. Questi individui vengono genericamente chiamati S.T.A.L.K.E.R. Il nome, lo stesso della serie, significa "Scavengers Trespassers Adventurers Loners Killers Explorers Robbers" ("sciacalli trasgressori avventurieri solitari assassini esploratori rapinatori").
In questa zona sono presenti varie anomalie inspiegabili, sempre più diffuse verso il centro. Queste anomalie producono, ad esempio, fuochi perpetui, sbalzi di gravità e pressione, scosse elettriche che si originano dal nulla ecc. affiancate da un livello di radiazioni elevatissimo. Oltre a questo sono presenti anche piante, animali e persino persone mutate, molto spesso pericolose. All'interno del territorio iniziano a formarsi diverse fazioni di Stalker che si prefiggono vari scopi; inoltre nella Zona si stabiliscono gruppetti di scienziati e di militari che tentano di riprendere il controllo.
È in questo contesto che si svolgono le trame dei titoli della serie, dove il giocatore prende il controllo di un personaggio (diverso per ciascun titolo) ed ha modo di conoscere ed esplorare la Zona ed i suoi avvenimenti. Gli intrecci delle trame del gioco avvengono tra il 2006 ed il 2011.

## Caratteristiche
Il primo titolo e di conseguenza i successivi sono stati in parte liberamente ispirati al film Stalker di Andrej Tarkovskij del 1979, a sua volta libera interpretazione del racconto Picnic sul ciglio della strada, scritto dai due fratelli russi Arkadij e Boris Strugackij nel 1972, il quale tratta di "Zone" in cui misteriosamente compaiono strani fenomeni ed anomalie.
Molte delle ambientazioni sono state prodotte basandosi sulle reali zone della città di Černobyl' della sua centrale e delle zone limitrofe come la Foresta Rossa. Parte dell'équipe sviluppatrice si è fisicamente recata sul posto per questo.
I titoli possiedono molte delle caratteristiche degli sparatutto in prima persona: un valore della vita, curabile tramite kit medici od altri oggetti, puntamento di precisione od a mirino, combattimenti tipici degli sparatutto. Molti elementi sono invece peculiarità del videogiochi di ruolo e di quelli d'avventura: presenza di un inventario con un peso massimo limitato, equipaggiamento con armature ed altri oggetti vari, gestione del denaro e compravendita, dialoghi con i personaggi a scelta multipla, gestione di ulteriori valori inerenti alla salute del personaggio come il livello di radiazioni, di ustione, di danno telepatico, elettrico, tossico ed emorragico.
Il personaggio impersonato dal giocatore possiede la quasi totale libertà di aggirarsi tra le grandi mappe del gioco, potendo a volte scegliere di svolgere missioni secondarie o semplicemente di esplorare il territorio liberamente. Nei tre capitoli è disponibile un vasto arsenale di armi da fuoco e granate, quasi totalmente corrispondenti ad oggetti bellici realmente esistenti.
I tre prodotti sviluppati fanno uso del motore grafico X-Ray, che gestisce tra le altre cose la luce volumetrica e gli effetti ambientali. È previsto l'intero ciclo giorno/notte con effetti diversi a seconda dell'orario di gioco. Sono presenti anche effetti atmosferici, come la pioggia, e riflessi di luce prodotti dal sole e dalle torce.

## Motore

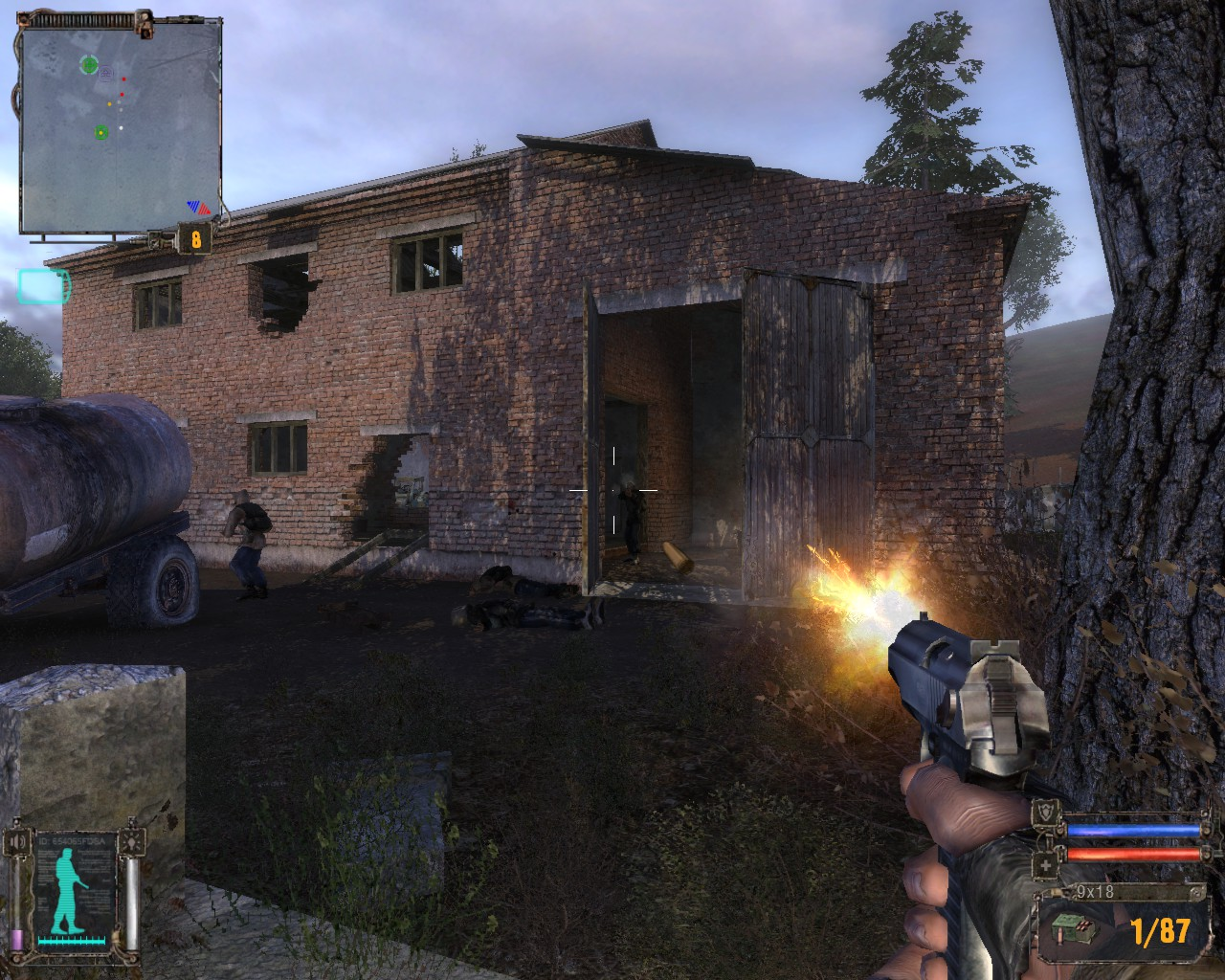
Uno screenshot di Shadow of Chernobyl, in cui è possibile vedere la gestione delle ombre morbide proiettate sul terreno e sul muro di mattoni ad opera della versione originale della componente grafica del motore X-Ray

X-Ray è il motore di gioco creato sempre dalla software house ucraina GSC Game World per il titolo Shadow of Chernobyl e successivamente per il secondo e terzo gioco.
Il motore è stato presentato al pubblico nel 2001. Originariamente esso era pensato per l'uso con DirectX 8, ma in seguito la compatibilità è stata estesa per le esigenze del pubblico nonché per le stesse prestazioni. Venne così fornito il supporto per DirectX 9, e con l'uscita di Clear Sky anche per DirectX 10. Dopo la patch 1.5.07 del secondo capitolo è  stato fornito il supporto per DirectX 10.1. In Call of Pripyat, il motore supporta la DirectX 11.
Sopra il motore hanno lavorato i programmatori Shyshkivtsi Oles e Alexander Maksymchuk (che hanno anche partecipato al progetto per il videogioco Metro 2033 della 4A Games).
La componente principale del software è il motore grafico, che fa uso dell'illuminazione e dell'ombreggiatura differita, la quale assicura un'elevata precisione nel rendering dell'illuminazione ad elevata complessità geometrica della scena. Il rendering avviene in una gamma dinamica elevata. Viene anche gestito il motion blur e il supporto widescreen.
Il motore fa anche uso della tecnologia Direct3D per l'elaborazione grafica tridimensionale; inizialmente l'uso era focalizzato su Direct3D 8, ma successivamente si è passati a Direct3D 9, Direct3D 9.0c, Direct3D 10, Direct3D 10.1 e Direct3D 11.
Il motore grafico supporta il rendering a un milione di poligoni per fotogramma. Inoltre è capace di gestire alta qualità ambientale sia negli spazi chiusi che aperti. È presente un sistema dinamico di giorno e di notte, ed il supporto per i vari effetti atmosferici come pioggia, vento, nebbia.
Il sistema di illuminazione è completamente dinamica e per-pixel. Sono supportate le ombre morbide ed è utilizzata una tecnologia chiamata "Screen Space Ambient Occlusion" (SSAO). Tra le altre tecnologie utilizzate ci sono il bump mapping e la Parallax mapping (potenziamento della bump).
A causa della particolare illuminazione gestita dal motore, l'ombreggiatura differita non può essere utilizzata in combinazione con l'antialiasing.
Il motore audio interno a X-Ray usa la funzione Head-related transfer function (HRTF) per l'alta qualità di generazione del suono. Viene fornito l'output in uscita a sei canali (5.1) del suono. I dati audio sono memorizzati nei formati contenitore MP3, MP2, WMA, ADPCM, Ogg.
Questo motore è usato in tre versioni:
- Versione 1.0 (su Shadow of Chernobyl)
- Versione 1.5 (su Clear Sky)
- Versione 1.6 (su Call of Pripyat)

## Altri media
I videogiochi della serie hanno portato alla creazioni di vari cortometraggi amatoriali pubblicati in rete ad opera perlopiù di fan. Nel 2008 la GSC Game World ha dichiarato di essere intenzionata a produrre una serie televisiva intitola The Duel, di cui esiste già un sito ed un trailer.
Si segnala il recente (2024) S.T.A.L.K.E.R.: Shadow of the Zone di Evan Royalty, distribuito su youtube: si tratta di un lungometraggio di circa 1 ora, prodotto grazie ad una campagna di crowd founding.